# Kommunalrätt
Kommunalrätt ingår som en del av förvaltningsrätten nämligen den del som reglerar kommunernas och deras medlemmars förhållanden.

## Svenska förhållanden

### Kommunernas kompetensområde
Inom den allmänna förvaltningsrätten regleras kommunernas kompetensområde av 2 kap. 1 § kommunallagen genom följande stadgande. ”Kommuner (och landsting)  får själva ha hand om sådana angelägenheter av allmänt intresse som har anknytning till kommunens (eller landstingets) område eller deras medlemmar och som inte ska handhas enbart av staten, en annan kommun, ett annat landsting eller någon annan.” 
Angelägenheten ska alltså ha ett allmänt intresse och ha anknytning till kommunens område eller till dess medlemmar.
Medlem av en kommun är den som är folkbokförd i kommunen, äger fast egendom i kommunen eller är taxerad till kommunalskatt där.
Utanför kommunernas kompetensområde faller bland annat sådant som enbart ska handhas av staten. Statens verksamhet sker genom de statliga myndigheterna.

### Styrande regelverk
Styrande regelverk för kommunernas verksamhet är kommunallagen och bestämmelser i en mängd andra lagar samt olika föreskrifter.
Grunderna för kommunernas organisation och verksamhetsformer och för den kommunala beskattningen bestämmes ytterst i grundlagen.
Den kommunala beskattningen är reglerad i detalj i kommunalskattelagen.
Kommuner och landsting får driva näringsverksamhet, om den drivs utan vinstsyfte och går ut på att tillhandahålla allmännyttiga anläggningar eller tjänster åt medlemmarna i kommunen. Kommuner får genomföra åtgärder för att allmänt främja näringslivet i kommunen eller landstinget.
Individuellt inriktat stöd till enskilda näringsidkare får lämnas bara om det finns synnerliga skäl för det.
Inom den speciella förvaltningsrätten är det en mängd lagar och föreskrifter som styr kommunerna. Det handlar om olika speciallagar och regler såsom lag med särskilda bestämmelser om vård av unga, lagen om psykiatrisk tvångsvård, regler om socialtjänst, som sedan år 2002 är en ren kommunal angelägenhet enligt socialtjänstlagen och tillsyn och beslut enligt miljöbalken med flera lagar.

### Den kommunala organisationen
Den beslutande församlingen i en kommun är kommunfullmäktige som i sin tur ska tillsätta en kommunstyrelse. Närmare föreskrifter om styrelsen finns i 6 kap. 1-6 §§ kommunallagen.
Fullmäktige ska tillsätta de nämnder, som utöver styrelsen, behövs för att fullgöra uppgifter enligt särskilda författningar och för verksamheten i övrigt. Kommuner får efter beslut av fullmäktige lämna över vården av en kommunal angelägenhet till annan, som kan vara ett bolag, en förening eller en enskild individ.
I vissa större kommuner har kommundelsnämnder, ibland benämnda stadsdelsnämnder, tillskapats.

### Om beslut
Verksamhet består ofta i att handlägga ärenden som utmynnar i någon form av beslut. Kommunerna har också en serviceskyldighet och den ska lämna upplysningar, vägledning, råd och annan sådan hjälp till enskilda i frågor som rör dess verksamhetsområden.
Det förvaltningsrättsliga regelsystemet bygger på de regler och bestämmelser som finns i förvaltninglagen om hur ärenden ska behandlas av kommunerna. De beslut som kommunen fattar i dessa avseende kan överklagas genom kommunalbesvär, som är en laglighetsprövning av kommunala beslut. Förvaltningsprocesslagen reglerar allt om laglighetsprövningen av kommunala beslut och ansvarsfördelningen i rättegången, prövningens omfattning och även sådana frågor som rätt att överklaga, prövningstillstånd och inhibition.

### Att överklaga beslut
Varje medlem av en kommun har rätt att få lagligheten av kommunens beslut prövad genom att överklaga det hos förvaltningsrätten. Ett överklagat beslut ska upphävas, om det inte har tillkommit i laga ordning eller om det hänför sig till något som inte är en angelägenhet för kommunen eller om det organ som har fattat beslutet har överskridit sina befogenheter eller det strider mot lag eller annan författning. Något annat beslut får inte sättas i det överklagade beslutets ställe.
De beslut som får överklagas är beslut av fullmäktige och av kommunal nämnd - om beslutet inte är av rent förberedande eller rent verkställande art – samt beslut av revisorerna. 
I underrättelse om beslutet ska alltid finnas en upplysning om beslutet kan överklagas och inom vilken tid och hos vilken instans man kan göra det. Denna underrättelse betecknas besvärshänvisning.

### Rättelse
Kommunerna har en generell möjlighet och skyldighet att rätta felaktigheter i ett beslut uppkommen genom ett skriv- eller räknefel. Det krävs att felaktigheten är uppenbar, det vill säga att den ska kunna upptäckas av var och en som tar del av beslutet. Innan rättelse sker ska myndigheten ge den som är part tillfälle att yttra sig.

### Omprövning
Man har alltid rätt att få ett myndighetsbeslut omprövat. Finner en myndighet att ett beslut är uppenbart oriktigt på grund av nya omständigheter så skall myndigheten ändra beslutet.

### Om handläggning av förvaltningsprocess
Den normala handläggningen i en förvaltningsprocess är skriftlig. Klaganden har dock rätt att muntligt lämna uppgifter i ärendet. Denne har även rätt att begära muntlig förhandling i länsrätten och kammarrätten. Det är dock domstolen som beslutar om det kan bli någon muntlig förhandling.

### Överklagande till förvaltningsrätten
Ett beslut får överklagas av den som beslutet angår, om det har gått emot denne. Överklagandeskriften ska ställas till förvaltningsrätten men i allmänhet ges in till kommunkansliet eller den nämnd som fattat det beslut som överklagas. Den tid man har på sig att klaga kallas besvärstid och är normalt tre veckor.
I förvaltningsrätten dömer enligt huvudregeln en juristdomare och tre nämndemän. Handläggningen är som regel skriftlig. Målet avgörs då i allmänhet efter föredragning.
I många mål som handläggs enligt lag med särskilda bestämmelser om vård av unga och  lagen om psykiatrisk tvångsvård ska muntlig förhandling ske.

### Överklagande till kammarrätten
Förvaltningsrättens dom kan överklagas skriftligen till kammarrätt. Överklagandeskriften ska ges eller sändas in till den förvaltninjgsrätt som meddelat domen. I vissa fall fordras prövningstillstånd. Målen handläggs ofta skriftligen. Part har rätt att begära muntlig förhandling, vilket sällan bifalls.

### Överklagande till Högsta förvaltningsdomstolen
Kammarrättens dom kan överklagas skriftligen till Högsta förvaltningsdomstolen. Överklagandet ske ges eller sändas in till den kammarrätt som meddelat domen. Domstolen tar inte upp alla mål utan prövar först om målet har prejudikatsintresse då prövningstillstånd kan lämnas.

### Om verkställighet av dom eller beslut
Ett beslut som kan överklagas enligt bestämmelserna i detta kapitel får verkställas innan det har vunnit laga kraft om inte särskilda skäl talar emot det. Part måste i så fall begära inhibition, vilket är ett beslut om att domen eller beslutet inte får verkställas i avbidan på prövningen av överklagandet. Om ett beslut har upphävts genom ett avgörande som har vunnit laga kraft och om beslutet redan har verkställts, skall det organ som har fattat beslutet se till att verkställigheten rättas i den utsträckning som det är möjligt. Ett beslut om rättelse skall meddelas utan oskäligt dröjsmål.

### Överklagande tillEuropadomstolen
Man kan alltid vända sig till Europadomstolen om man inte fått rätt i det svenska rättssystemet. En absolut förutsättning är att det inte återstår någon mer möjlighet att klaga på domen eller beslutet i Sverige.

## Fotnoter
1. ↑  2 kap. kommunallagen (1991:900)
2. ↑  ”Arkiverade kopian”. Arkiverad från originalet den 16 september 2008. https://web.archive.org/web/20080916112319/http://katalogen.kthnoc.se/kat/government/agencies. Läst 11 september 2008.
3. ↑  kommunallagen (1991:900)
4. ↑  8 kap. 5 § grundlagen (1974:152)
5. ↑  kommunalskattelagen (1928:370)
6. ↑  2 kap. kommunallagen (1991:900)
7. ↑  2 kap. kommunallagen (1991:900)
8. ↑  lagen med särskilda bestämmelser om vård av unga, LVU (1990:52)
9. ↑  lagen om psykiatrisk tvångsvård, LPT (1991:1128)
10. ↑  2 kap. socialtjänstlagen (2001:453)
11. ↑  Miljöbalken (1998:808)
12. ↑  6 kap. 1 § kommunallagen (1991:900)
13. ↑  3 kap. 3 § kommunallagen (1991:900)
14. ↑  3 kap. 16 § kommunallagen (1991:900)
15. ↑  10 kap. 1 § kommunallagen (1991:900)
16. ↑  10 kap. 8 § kommunallagen (1991:900)
17. ↑  10 kap. 2 § kommunallagen (1991:900)
18. ↑  9 § förvaltningsprocesslagen (1971:291)
19. ↑  14 § förvaltningsprocesslagen (1971:291)
20. ↑  28 § förvaltningsprocesslagen (1971:291)
21. ↑  15 § förvaltningsprocesslagen (1971:291)